# Liu Bojian

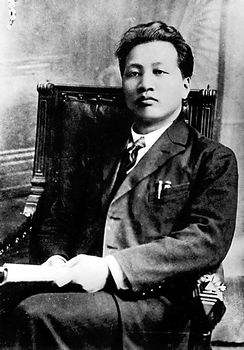
Liu Bojian

Liu Bojian (chinesisch 刘伯坚, Pinyin Liú Bójiān, W.-G. Liu Po-Chien; * 1895; † 1935) war ein chinesischer Revolutionär.
Liu Bojian wurde in Pingchang (Provinz Sichuan) geboren. Ab 1919 studierte er im Lehrerbildungsinstitut der Provinzhauptstadt Chengdu. In den frühen 1920er Jahren reiste er nach Europa, wo er mit dem Kommunismus in Verbindung kam und in der Folge zunächst einer kommunistischen Jugendorganisation, später der Kommunistischen Partei Chinas beitrat. Ab 1923 studierte er an der Kommunistischen Universität der Werktätigen des Ostens in Moskau, von wo er 1926 nach China zurückkehrte. In China, wo der chinesische Bürgerkrieg wütete, schloss er sich zunächst den Truppen von Feng Yuxiang an, als dieser die Kommunisten in seiner Armee nicht mehr duldete, ging er nach Shanghai, wo er im Untergrund tätig war.
1928 ging er erneut in die Sowjetunion, wo er an einer Moskauer Militärakademie studierte. Im Dezember 1930 kehrte er nach China zurück, wo er sich in der Chinesischen Sowjetrepublik engagierte. Nach der Gründung der chinesischen Roten Armee, der Vorläuferin der Volksbefreiungsarmee, nahm er in dieser hohe Posten ein, bis er März 1935 im Kampf verletzt wurde und diesen Verletzungen später erlag.
| Personendaten    | Personendaten             |
| ---------------- | ------------------------- |
| NAME             | Liu, Bojian               |
| KURZBESCHREIBUNG | chinesischer Revolutionär |
| GEBURTSDATUM     | 1895                      |
| STERBEDATUM      | 1935                      |